# Leichtathletik-U20-Balkan-Hallenmeisterschaften 2024
Die 7. Leichtathletik-U20-Balkan-Hallenmeisterschaften fanden am 4. Februar 2023 in der serbischen Hauptstadt Belgrad statt.

## Ergebnisse Männer

### 60 m
| Platz | Athlet                | Land | Zeit (s) |
| ----- | --------------------- | ---- | -------- |
| 1     | Roko Farkaš           | CRO  | 6,71 PB  |
| 2     | Christo Iliew         | BUL  | 6,77 =PB |
| 3     | Hüseyin Mutlu Korkmaz | TUR  | 6,81 PB  |
| 4     | Nikola Karamanolow    | BUL  | 6,89     |
| 5     | Nikolaos Kapsouras    | GRC  | 6,89 PB  |
| 6     | Žan Ritlop            | SVN  | 6,93     |
| 7     | Oleksandr Komisarenko | UKR  | 6,99     |
|       | Vlad Dumitra          | ROU  | DNS      |

### 400 m
| Platz | Athlet             | Land | Zeit (s) |
| ----- | ------------------ | ---- | -------- |
| 1     | Dragos Nastasa     | ROU  | 48,83 PB |
| 2     | Mustafa Çinpolat   | TUR  | 48,85 PB |
| 3     | Filip Stanković    | SRB  | 49,81 PB |
| 4     | Nebojša Ilić       | SRB  | 49,89 PB |
| 5     | Momtschil Poptolew | BUL  | 50,00    |
| 6     | Adar Anar          | TUR  | 50,01    |
| 7     | Patrik Prunar      | ROU  | 50,84    |
| 8     | Mihail Petrov      | MKD  | 51,33    |

Zusammenfassung der besten acht aus drei Zeitläufen

### 800 m
| Platz | Athlet         | Land | Zeit (min) |
| ----- | -------------- | ---- | ---------- |
| 1     | Žan Ogrinc     | SVN  | 1:51,97    |
| 2     | Muhammed Ağgün | TUR  | 1:54,74    |
| 3     | Veljko Dom     | SRB  | 1:55,09    |
| 4     | Mate Frančula  | CRO  | 1:56,22    |
| 5     | Carlos Bărboi  | ROU  | 1:56,80 PB |
| 6     | Isaac Bonnici  | MLT  | 1:56,89 PB |
| 7     | Uroš Mašić     | SRB  | 1:57,56    |
| 8     | Radoslaw Iliew | BUL  | 1:59,29    |

Zusammenfassung der besten acht aus zwei Zeitläufen.

### 1500 m
| Platz | Athlet           | Land | Zeit (min) |
| ----- | ---------------- | ---- | ---------- |
| 1     | Utku Göler       | TUR  | 3:53,05    |
| 2     | Mihai Șavlovschi | ROU  | 3:53,20 PB |
| 3     | Kabir Ziljkić    | SRB  | 3:57,10    |

### 3000 m
| Platz | Athlet                 | Land | Zeit (min) |
| ----- | ---------------------- | ---- | ---------- |
| 1     | Aldin Ćatović          | SRB  | 8:13,62 PB |
| 2     | Lucian Ștefan          | ROU  | 8:14,76 PB |
| 3     | Ali Tunç               | TUR  | 8:17,58    |
| 4     | Filippos Siomos Gkizas | GRC  | 8:43,48 PB |
| 5     | Alexander Boschilow    | BUL  | 8:46,73 PB |
| 6     | Veljko Vasiljević      | SRB  | 8:55,26    |

### 60 m Hürden (99 cm)
| Platz | Athlet             | Land | Zeit (s) |
| ----- | ------------------ | ---- | -------- |
| 1     | Cristijan Kassabow | BUL  | 7,92 PB  |
| 2     | Radostin Milenow   | BUL  | 7,94 =PB |
| 3     | Kyrylo Lampizkyj   | UKR  | 7,96     |
| 4     | Cristian Ionescu   | ROU  | 8,17     |
| 5     | Nikolaos Tsonis    | GRC  | 8,19 PB  |
| 6     | Vlad Dumitra       | ROU  | 8,29     |
| 7     | Matija Vojvodić    | MNE  | 8,35 PB  |
| 8     | Walerij Soroka     | UKR  | 8,40     |

Zusammenfassung der besten acht aus zwei Zeitläufen.

### 4 × 400 m Staffel
| Platz | Land                    | Athleten                                                    | Zeit (min) |
| ----- | ----------------------- | ----------------------------------------------------------- | ---------- |
| 1     | Türkei                  | Adar Anar Eren Keser Ömer Faruk Esen Mustafa Çinpolat       | 3:20,05    |
| 2     | Serbien                 | Filip Stanković Miloš Nišić Veljko Dom Nebojša Ilić         | 3:20,43    |
| 3     | Rumänien                | Patrik Prunar Carlos Bărboi Mihai Șavlovschi Dragos Nastasa | 3:21,64    |
| 4     | Bosnien und Herzegowina | Enes Džinić Ali Karaica Ermin Beganovic Dejan Grabovica     | 3:24,35    |

### Hochsprung
| Platz | Athlet             | Land | Höhe (m) |
| ----- | ------------------ | ---- | -------- |
| 1     | Paschalis Gennikis | GRC  | 2,06 =PB |
| 2     | Vuk Šolaja         | SRB  | 2,06 =PB |
| 3     | Yasir Kuduban      | TUR  | 2,00     |
| 4     | Wolodymyr Sawizkyj | UKR  | 2,00     |
| 5     | Brajan Avia        | MKD  | 2,00     |
| 6     | Amin Ajdinović     | SRB  | 1,97 =PB |
| 7     | Arsenij Hawrylow   | UKR  | 1,93     |
| 8     | Andrean Dimitrow   | BUL  | 1,89     |

### Stabhochsprung
| Platz | Athlet             | Land | Höhe (m) |
| ----- | ------------------ | ---- | -------- |
| 1     | Jak Rovan          | SVN  | 5,10 PB  |
| 2     | Arian Milicija     | BIH  | 5,00     |
| 3     | Pavlos Kriaras     | GRC  | 4,90     |
| 4     | Maj Bizjak         | SVN  | 4,80     |
| 5     | Antonie Cozmanciuc | ROU  | 4,20     |
| 6     | Sefa Akan          | TUR  | 4,00     |
|       | Luka Tomić         | SRB  | NMH      |

### Weitsprung
| Platz | Athlet                | Land | Weite (m) |
| ----- | --------------------- | ---- | --------- |
| 1     | Vito Kovačić          | CRO  | 7,50 PB   |
| 2     | Luka Bošković         | SRB  | 7,38      |
| 3     | Andrei Sandu          | ROU  | 7,23      |
| 4     | Iwan Bulitsch         | UKR  | 7,20 PB   |
| 5     | Ștefan Gagiu          | ROU  | 7,17      |
| 6     | Klemen Modrijančič    | SVN  | 7,07      |
| 7     | Zinga Barbosa Firmino | BUL  | 7,06      |
| 8     | Latschesar Waltschew  | BUL  | 6,86      |

### Dreisprung
| Platz | Athlet                | Land | Weite (m) |
| ----- | --------------------- | ---- | --------- |
| 1     | Latschesar Waltschew  | BUL  | 15,80     |
| 2     | Giorgos Grepsios      | GRC  | 15,49 PB  |
| 3     | Emre Çolak            | TUR  | 15,14     |
| 4     | Eduard Unguroaica     | ROU  | 15,07     |
| 5     | Gabriel Toma          | ROU  | 15,07     |
| 6     | Andrij Kuljusch       | UKR  | 14,81 PB  |
| 7     | Zinga Barbosa Firmino | BUL  | 14,76     |
| 8     | Miloš Spasojević      | SRB  | 13,76     |

### Kugelstoßen (6 kg)
| Platz | Athlet              | Land | Weite (m) |
| ----- | ------------------- | ---- | --------- |
| 1     | Alexandr Mazur      | MDA  | 20,00 PB  |
| 2     | Ali Peker           | TUR  | 19,85     |
| 3     | Dimitrios Antonatos | GRC  | 19,27     |
| 4     | Dumitru Maruseac    | MDA  | 17,34     |
| 5     | Alexandru Ciobanu   | ROU  | 17,28     |
| 6     | Jan Ferina          | SVN  | 17,01     |
| 7     | Anis Đozo           | BIH  | 16,45     |
| 8     | Zdravko Kanjevac    | SRB  | 16,00     |

## Ergebnisse Frauen

### 60 m
| Platz | Athletin            | Land | Zeit (s) |
| ----- | ------------------- | ---- | -------- |
| 1     | Mia Wild            | CRO  | 7,35 PB  |
| 2     | Lucija Potnik       | SVN  | 7,40 PB  |
| 3     | Vita Penezić        | CRO  | 7,46 PB  |
| 4     | Nataša Perović      | SRB  | 7,58 PB  |
| 5     | Plamena Tschakarowa | BUL  | 7,60     |
| 6     | Urška Ogrizek       | SVN  | 7,60     |
| 7     | Tamara Radojičić    | SRB  | 7,62     |
| 8     | Zeynep Kaya         | TUR  | 7,68     |

### 400 m
| Platz | Athletin        | Land | Zeit (s) |
| ----- | --------------- | ---- | -------- |
| 1     | Alexandra Uță   | ROU  | 54,43 PB |
| 2     | Maria Capotă    | ROU  | 54,83 PB |
| 3     | Lara Jurčić     | CRO  | 56,77    |
| 4     | Minja Kopunović | SRB  | 57,25    |
| 5     | Elif Ilgaz      | TUR  | 57,27    |
| 6     | Iwanna Oleksjuk | UKR  | 57,55    |
| 7     | Tena Martinec   | CRO  | 57,68    |
| 8     | İlahə Quliyeva  | AZE  | 57,74    |

Zusammenfassung der besten acht Athletinnen aus drei Zeitläufen.

### 800 m
| Platz | Athletin             | Land | Zeit (min) |
| ----- | -------------------- | ---- | ---------- |
| 1     | Claudia Costiuc      | ROU  | 2:07,92    |
| 2     | Tara Vučković        | SRB  | 2:08,10 PB |
| 3     | Olja Galić           | CRO  | 2:11,60    |
| 4     | Esra Durmuş          | TUR  | 2:12,40 PB |
| 5     | Oleksandra Ljubanska | UKR  | 2:15,53 PB |
| 6     | Ema Kovač            | BIH  | 2:20,03    |
| 7     | Wiktorija Bondarjewa | UKR  | 2:20,51    |

Zusammenfassung der sieben Athletinnen aus den beiden Zeitläufen.

### 1500 m
| Platz | Athletin            | Land | Zeit (min) |
| ----- | ------------------- | ---- | ---------- |
| 1     | Natalija Grujić     | SRB  | 4:25,68    |
| 2     | Tia Tanja Živko     | SVN  | 4:26,18    |
| 3     | Sofija Hordijtschuk | UKR  | 4:29,17 PB |
| 4     | Tena Marodi         | CRO  | 4:30,40    |
| 5     | Ana Vita Verneker   | SVN  | 4:31,09    |
| 6     | Saima Murić         | SRB  | 4:34,60    |
| 7     | Ceyda Melek Pinar   | TUR  | 4:48,71    |

### 3000 m
| Platz | Athletin         | Land | Zeit (min) |
| ----- | ---------------- | ---- | ---------- |
| 1     | Mejra Mehmedović | SRB  | 9:39,89    |
| 2     | Edibe Yağız      | TUR  | 9:45,45    |
| 3     | Ema Pika Raj     | SVN  | 9:57,04    |
| 4     | Alexandra Hudea  | ROU  | 10:04,88   |
| 5     | Myrto Valacha    | GRC  | 10:15,75   |
| 6     | Adelina Pawlowa  | BUL  | 10:32,69   |
| 7     | Anika Atanasova  | GRC  | 10:39,17   |

### 60 m Hürden
| Platz | Athletin               | Land | Zeit (s) |
| ----- | ---------------------- | ---- | -------- |
| 1     | Mia Wild               | CRO  | 8,21     |
| 2     | Lana Andolšek          | SVN  | 8,26 PB  |
| 3     | Katjuša Jordan Nadižar | SVN  | 8,46 PB  |
| 4     | Alina Kyschkina        | UKR  | 8,47 =PB |
| 5     | Mina Mijatović         | SRB  | 8,67 PB  |
| 6     | Elif Ilgaz             | TUR  | 8,73     |
| 7     | Teodora Golubović      | SRB  | 8,78 PB  |
| 8     | Tetjana Schapowalowa   | UKR  | 9,24 PB  |

### 4 × 400 m Staffel
| Platz | Land                    | Athletin                                                    | Zeit (min) |
| ----- | ----------------------- | ----------------------------------------------------------- | ---------- |
| 1     | Serbien                 | Mina Mijatović Lena Maletić Natalija Grujić Minja Kopunović | 3:58,41    |
| 2     | Bosnien und Herzegowina | Ema Mešković Jovana Zebić Ema Kovač Nika Popić              | 4:13,17    |

### Hochsprung
| Platz | Athletin            | Land | Höhe (m) |
| ----- | ------------------- | ---- | -------- |
| 1     | Angelina Topić      | SRB  | 1,85     |
| 2     | Maryna Kowtunowa    | UKR  | 1,82     |
| 3     | Iren Sarabojukowa   | BUL  | 1,82     |
| 4     | Ela Velepec         | SVN  | 1,78     |
| 5     | Anastassija Wolkowa | UKR  | 1,78 PB  |
| 6     | Iva Bežanović       | SRB  | 1,74     |
| 7     | Gamze Nur Birimşeli | TUR  | 1,60     |

### Stabhochsprung
| Platz | Athletin                 | Land | Höhe (m) |
| ----- | ------------------------ | ---- | -------- |
| 1     | Rahime Yiğit             | TUR  | 4,16 PB  |
| 2     | Evgenia Maria Panagiotou | GRE  | 4,00     |
| 3     | Valentina Necoară        | ROU  | 3,35     |
| 4     | Olivera Kanazir          | SRB  | 3,20     |

### Weitsprung
| Platz | Athletin            | Land | Weite (m) |
| ----- | ------------------- | ---- | --------- |
| 1     | Angelina Topić      | SRB  | 6,41      |
| 2     | Anna Ćurković       | CRO  | 6,02      |
| 3     | Jovana Mićić        | SRB  | 5,93      |
| 4     | Daniela Jelić       | CRO  | 5,90      |
| 5     | Plamena Tschakarowa | BUL  | 5,76      |
| 6     | Anabela Mujovi      | MNE  | 5,42      |
| 7     | Anđela Đuranović    | MNE  | 5,34 PB   |

### Dreisprung
| Platz | Athletin             | Land | Weite (m) |
| ----- | -------------------- | ---- | --------- |
| 1     | Teodora Boberić      | SRB  | 13,30     |
| 2     | Natalija Dragojević  | SRB  | 13,05 =PB |
| 3     | Wiktorija Kosin      | UKR  | 12,64 PB  |
| 4     | Daria Vrînceanu      | ROU  | 12,56     |
| 5     | Nadeschda Wradschewa | BUL  | 12,29     |
| 6     | Aleyna Karabulut     | TUR  | 11,91     |
| 7     | Nevena Dobrašinović  | MNE  | 10,91     |
| 8     | Lina Iseni           | MKD  | 10,74     |

### Kugelstoßen
| Platz | Athletin         | Land | Weite (m) |
| ----- | ---------------- | ---- | --------- |
| 1     | Vesna Kljajević  | MNE  | 14,89 PB  |
| 2     | Maria Rafailidou | GRE  | 14,81     |
| 3     | Özlem Özcan      | TUR  | 13,73 PB  |
| 4     | Milica Stojkov   | SRB  | 13,57     |
| 5     | Nuša Lužnik      | SVN  | 13,49     |
| 6     | Anđela Obradović | SRB  | 13,23     |
| 7     | Ana Vișan        | ROU  | 12,91     |

## Medaillenspiegel
| Platz | Land                    |   |   |   |    |
| ----- | ----------------------- | - | - | - | -- |
| 1     | Serbien                 | 7 | 5 | 4 | 16 |
| 2     | Kroatien                | 4 | 1 | 3 | 8  |
| 3     | Türkei                  | 3 | 4 | 5 | 12 |
| 4     | Rumänien                | 3 | 3 | 3 | 9  |
| 5     | Slowenien               | 2 | 3 | 2 | 7  |
| 6     | Bulgarien               | 2 | 2 | 1 | 5  |
| 7     | Griechenland            | 1 | 3 | 2 | 6  |
| 8     | Moldau                  | 1 | 0 | 0 | 1  |
|       | Montenegro              | 1 | 0 | 0 | 1  |
| 10    | Bosnien und Herzegowina | 0 | 2 | 0 | 2  |
| 11    | Ukraine                 | 0 | 1 | 3 | 4  |